# 16—17-я линии Васильевского острова
16-я и 17-я ли́нии Васи́льевского о́строва — улица в Василеостровском районе Санкт-Петербурга. Проходит от набережной Лейтенанта Шмидта до Камской улицы.

## История

### Освоение территории
В начале XVIII века многие проезды Санкт-Петербурга назывались линиями, поскольку имели один ряд (одну линию) домов. В основном это были набережные рек и каналов. В «Описаниях российского императорского города Санкт-Петербурга» немецкий путешественник И. Г. Георги пишет: «Каждая из сих улиц разделяется в середине небольшими досками обкладенным каналом на две улицы; ряд домов в каждой из таких улиц называется линиею, в коих в каждой улице по две.» Первое упоминание линий на Васильевском острове относятся к 1710-м годам. По указу от 26 апреля 1767 года каналы были засыпаны, и получились обыкновенные проезды, однако стороны одной улицы сохранили разные номерные названия.
Линии, начиная от Кадетской и 1-й и до 16-17-й, проходят от Большой Невы до Малой Невы и затем до южного берега реки Смоленки — границы между Васильевским островом и островом Декабристов; таким образом улица, образованная 16-й и 17-й линиями — последняя, которая пересекает Васильевский остров; она начинается от наб. Лейтенанта Шмидта и завершается у набережной реки Смоленки (Камской улицы).
Прокладка началась в первой трети XVIII в., длина составляет около 1,5 км; официальное название присвоено в 1718 г., а первые здания из камня построены на участках, выходящих к берегу Большой Невы, в первой четверти XVIII в.. Во второй половине XVIII в. участок 16-й линии вблизи Смоленки называли Новопостроенной солдатской слободкой, Малой слободкой или Наличной слободкой, потому что тогда участки напротив 17-й линии не были застроены. К началу XIX в. отдельные каменные дома были построены на обеих линиях улицы от берега Большой Невы до Большого проспекта и один каменный дом возвели недалеко от Смоленки — на углу теперешней Камской улицы; остальная застройка была деревянной и преобладала в XIX веке.
Со второй половины XVIII и до начала XIX века у Среднего проспекта существовал разрыв в застройке, поскольку в тот период времени 16-ю и 17-ю линии пересекали остатки притока Смоленки — большой пруд — с примыкающей лесистой болотистой низиной. В 1810—1820-х гг. этот пруд засыпали. Развитие улицы между Большой Невой и Большим проспектом проходило одинаково на обеих линиях, а после Большого проспекта обживалась в основном 16-я линия, так что на 17-й линии ещё до 1890-х гг. существовало много свободных участков; от Малого проспекта до Смоленки благоустройство улицы проходило в соответствии с решениями и указами властей как дороги к Смоленским кладбищам: православному, лютеранскому и армянскому.
Затем по улице проложили трамвайную линию, имевшую кольцо у Смоленского моста; также с 1910-х до 1940-х гг. между Малым и Средним проспектами существовала специальная линия для сокращения пути к трамвайному парку. Сначала по линии ходила конка по маршруту «Александровский сад — Смоленское кладбище», а с 1914 года — трамвай на электрической тяге по маршруту № 4 «Смольный проспект — Смоленское кладбище». При Советской власти маршрут № 4 продолжил работать; например в 1922 году он соединял кладбище с Александро-Невской лаврой. В августе 2001 года трамвайные пути на Малом проспекте и 16-17 линиях до кольца у Смоленки убрали.
Близкое соседство кладбищ способствовало появлению на улице нескольких монументных мастерских и прочих соответствующих заведений: автор очерков «Брюхо Петербурга» А. А. Бахтиаров в разделе VIII «Петербургские нищие» писал: «Когда с Малого проспекта вы повернёте на 17-ю линию, сразу замечаете, что здесь уже начинается царство мёртвых. По всей улице, направо и налево, попадаются лавки и магазины для продажи памятников; около ворот выставлены напоказ тысячи крестов для покойников; по заборам развешаны многочисленные венки. <…> По 17-й линии имеется несколько кухмистерских, в которых справляют поминки по усопшим».

Клеймо мастера Н. Баринова (17 линия, д.48) на памятнике княжне Мышецкой

В доме № 95 по 16-й линии находилась мастерская Ф. Д. Калмыкова, в доме № 56 по 17-й линии была мастерская Ф. И. Крутикова, каменотёсы Бариновы во второй половине XIX и в начале XX в. имели мастерскую и магазин гранитных и мраморных изделий в доме № 60 по 17-й линии; материал доставляли из собственных каменоломней на Карельском перешейке, памятники исполнялись со вкусом и на высоком уровне, владелец А. А. Баринов относился к купеческому сословию . Само двухэтажное здание № 60 возвел во второй половине 1850-х гг. архитектор А. Я. Андреев, третий этаж надстроили в 1869 году. Небольшой трехэтажный дом № 62 в четыре окна, стоящий вплотную к № 60, построен ранее, в 1830—1840-х гг. для изготовителя монументов мастера С. Анисимова; во дворе складировали гранит и мрамор разных сортов. Мастерская П. О. Миняева находилась в доме № 66.
Магазин цветов и венков владельца из крестьян А. И. Иванова размещался в пятиэтажном доме № 68, построенном в 1906 г. архитектором В. А. Воротиловым. Во дворе пятиэтажного дома № 70 на углу 17-й линии и Камской улицы существовало многопрофильное гранитное и скульптурно-мраморное производство М. А. Кузнецова, которое помимо изготовления памятников занималось облицовкой фасадов зданий мрамором, гранитом и песчаником (в том числе искусственным, разделываемым из штукатурки), они же производили камины и лестницы для домов в Санкт-Петербурге.
После Великой Отечественной войны в конце 1940-х гг. Васильевский остров стали значительно благоустраивать, и в рамках этих работ посередине 16-й и 17-й линий от Большого до Малого проспекта устроили бульвар.

### Последующее строительство

#### 16 линия
На участке № 3 на месте утраченного каменного дома XIX века в 1940—1950-х построен 4-х этажный промышленный корпус объединения «Спутник»; на участке № 7 после Великой Отечественной войны выстроено здание с неоклассическим фасадом, схожее с корпусом на участке № 3 . Пустырь на месте участка № 17 в 1988—1989 гг. был застроен жилым домом в 7 этажей, с облицовкой из красного кирпича.
Такой же облицовкой отличается и комплекс из двух симметричных 5-этажных жилых домов Балтийского завода, выстроенных на участке 21-23 в 1989—1990 гг. по проекту 7-й мастерской ЛенНИИпроекта; в это же время между двумя флигелями постройки второй половины XIX в. возвели 8-этажное здание из красного кирпича.
На участке 31-33 в 1990—1992 гг. построено здание АТС «Средняя», где тогда расположилась и телефонная компания «Петерстар» , в проектировании сооружения принимал участие архитектор ЛенНИИпроекта Б. П. Богданович.
На месте деревянного дома № 37 в 1997 году появился 6-этажный дом в стилистике доходных домов Санкт-Петербурга начала XX века, проект архитектора А. С. Хруцкого, скульптор В. А. Куликов, работы провела Балтийская строительная компания. В 1960-х гг. на участке № 55 соорудили 4-этажную школу из силикатного кирпича, интерьеры которой на исторические темы оформлены в 1971 году выпускниками Института им. И. Е. Репина под руководством проф. А. А. Мыльникова; несколько ранее, в конце 1950-х также из силикатного кирпича построили жилой дом на участке № 65.
На месте сквера на участке 71 на углу 16-й линии и чётной стороны Малого проспекта по адресу Малый пр., д. 48, к.2 с 2006 года находится 8-этажное здание — это бизнес-центр класса В+ «Навигатор».
На участке № 81 на месте деревянной часовни авторства архитектора Н. Д. Прокофьева для Спасо-Преображенского Валаамского монастыря, сгоревшей в годы Великой Отечественной войны, в 1950-х построили 4-этажный корпус строительного управления треста «Лендорстрой-2».

#### 17 линия
В глубине участка № 8 в 1960-х (по другим данным в 1959 году) из силикатного кирпича выстроили типовой жилой дом из 5 этажей с торговыми помещениями на первом этаже. На участке 12 в 1970-х построен 5-этажный дом с большим торговым помещением на первом этаже.
«Конструктивистский» 5-этажный жилой дом появился в 1931 году на месте т. наз. «Васиной деревни», состоявшей из нескольких деревянных домов и разрушенной в 1920-х.
В 1930-х гг. на участках № 22, 24, 26 возведён 3-этажный корпус завода «Пневматика» . В 2010 г. Арбитражным судом Санкт-Петербурга и Ленинградской области завод пневматических машин и гидроаппаратуры «Пневматика» (ОАО «Пневматика») признан банкротом, здания реконструированы, там находится Бизнес-центр сети «Сенатор».
В 1937 году на участках 34—36 по проекту архитектора А. М. Конарёва возведена 4-этажная средняя школа  в стиле сталинского неоклассицизма. По проекту архитектора Н. Н. Клишевич в начале 1970-х на участке № 40 построен облицованный силикатным кирпичом 6-этажный жилой дом, в этот же период времени на участке № 44 появился 4-этажный корпус специализированного КБ по строительству эскалаторов, позже — проектно-производственные фирмы ЗАО «ЭЛЕС» и «Эскалатор».
На участках № 40Б по 17-й линии и № 45 по 18-й линии архитектурное бюро «ТМ Новый город» спроектировало и в 2009—2011 был возведён разновысотный (7-9 этажей) монолитно-кирпичный комплекс «для среднего класса» — «Привилегия».
Бывшего завода Струка на углу 17-й линии и чётной стороны Малого пр. и расположившихся на его площадях советских цехов более не существует: с 2017 г. на этом месте стоит жилой комплекс Fjord (Фьерд) от финского девелопера YIT (ЮИТ), получивший номер 52 по Малому пр. В. О.. Фасады здания спроектированы с учётом эклектики второй половины XIX в. так, что оно гармонирует с окружающей дореволюционной застройкой. Комплекс состоит из двух зданий: 8-этажное — бизнес-класс — фасадом выходит на Малый проспект от 17-й до 18-й линий, а 9-этажное — комфорт-класс — размещено во дворе.
Долгострой на углу нечётной стороны Малого проспекта и 17-линии завершён в 2023 году. На месте этого долгостроя по адресу 17-я линия, д.52, к.1 размещался 3-этажный дореволюционный дом, который в 1989 г. передали
Ленинградскому филиалу Института машиноведения им. А. А. Благонравова РАН для реконструкции под лабораторный корпус; работы проведены не были, старый дом снесли и в итоге на его месте собрали бетонный каркас из 8 этажей. Компания-девелопер испытывала финансовые трудности, институт за начатую конструкцию не держался, и федеральные власти продали её другому собственнику. По состоянию на октябрь 2024 года здание позиционируется как клубный гостиничный апарт-отель, управляет которым «профессиональный гостиничный оператор»; девелопер — компания «Петрополь».

## Достопримечательности

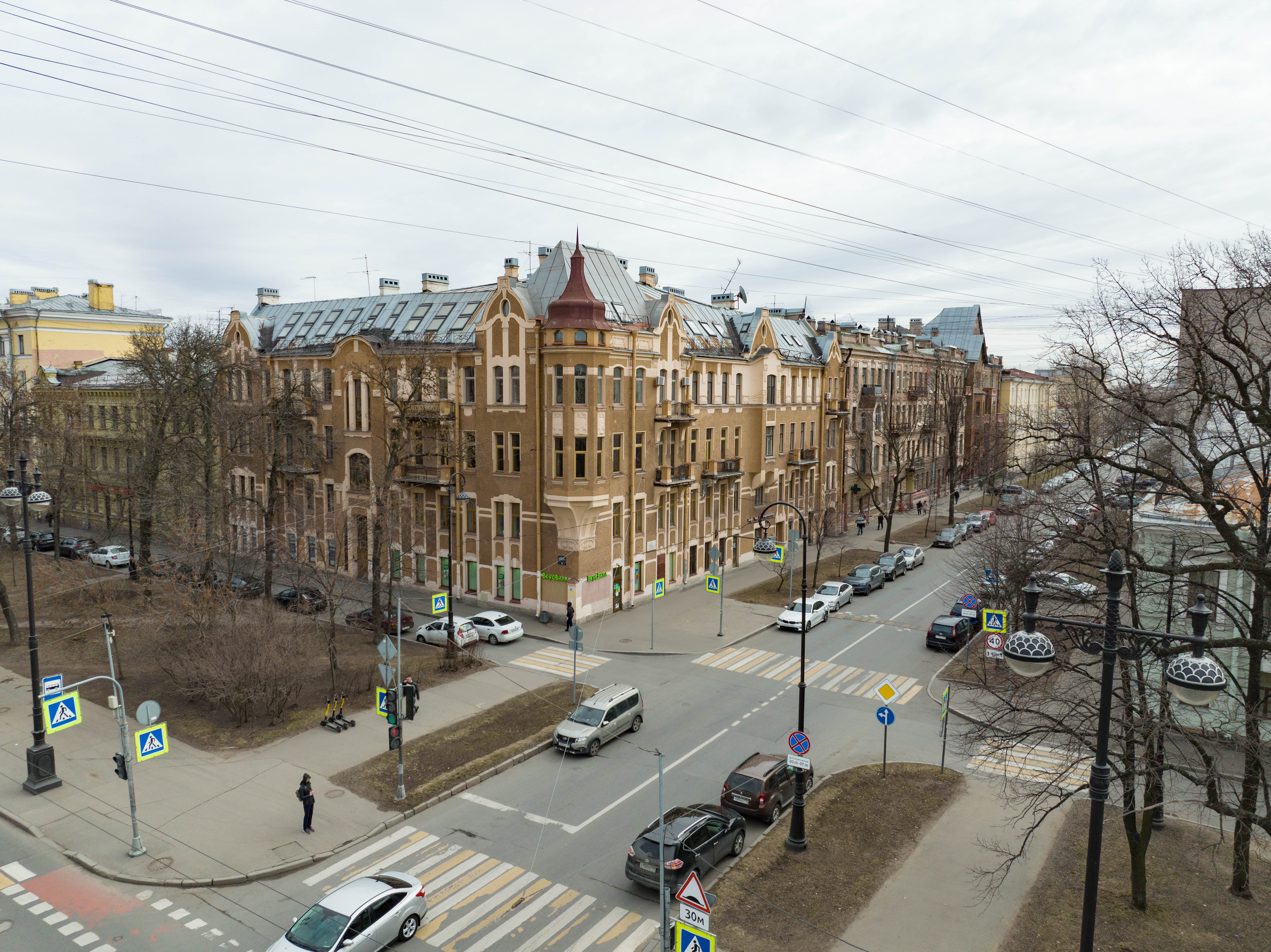
Пересечение с Большим проспектом

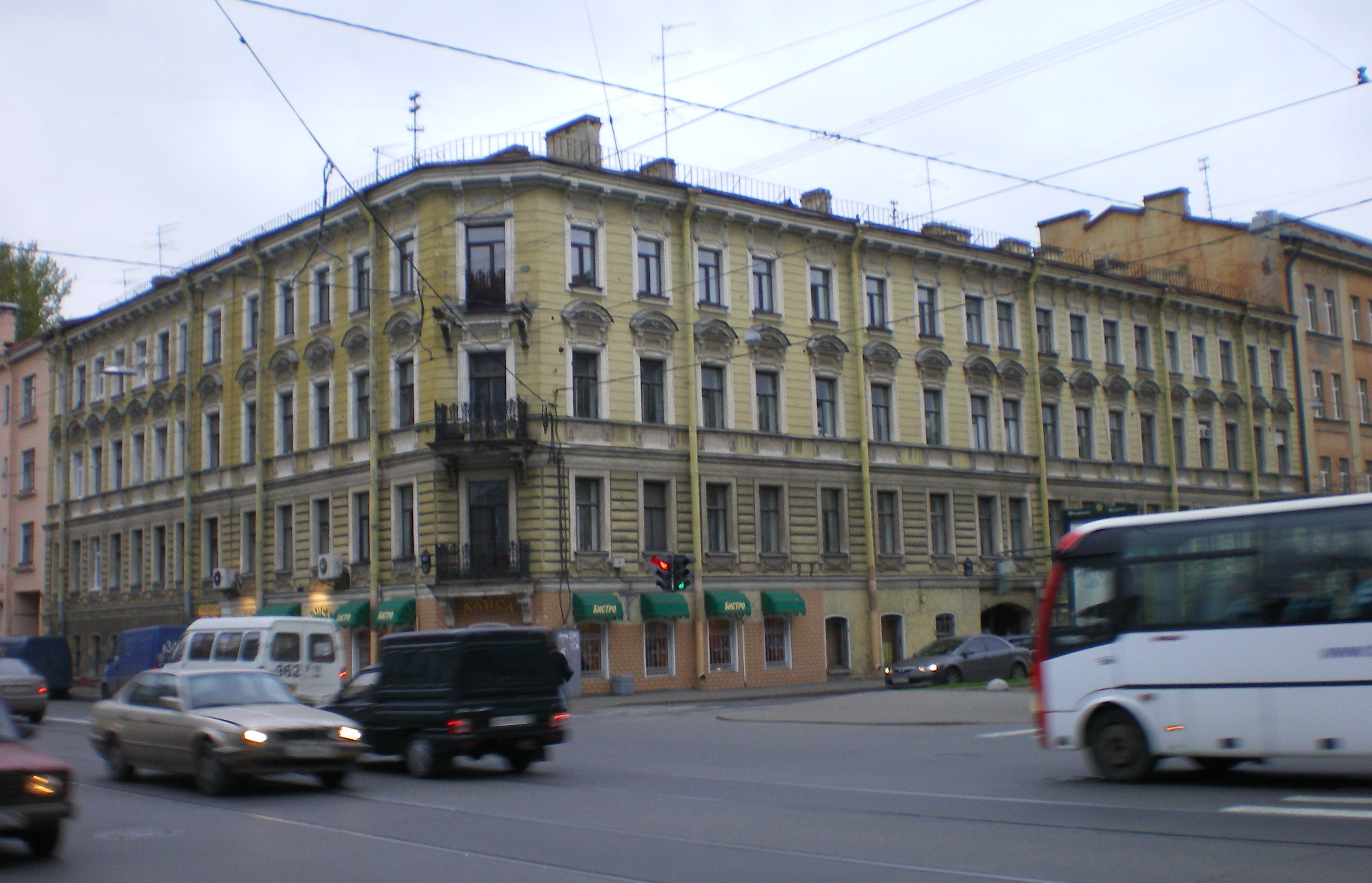
Угол со Средним проспектом

### 16-я линия
- Дом № 5-7 — бывшая типография М. О. Вольфа. Маврикий Осипович Вольф (1825—1883), русско-польский писатель и книготорговец, основал собственную компанию в 1843 году в Петербурге. На Васильевский остров он перевёл свою типографию с набережной Фонтанки, 59, в 1877 году. У Вольфа помимо книг издавались несколько журналов, выходили многотомные энциклопедии и труды крупных учёных. Корпуса во дворе перестраивались в 1916 году по проекту архитекторов Н. П. Басина и Р. О. Ульмана, однако уже через год в связи с революцией типографию закрыли. С 1930-х в её корпусах работал завод металлоизделий, упразднённый в 1980-х[38].
- Дом № 9 — жилой дом Александровской мужской больницы, построен в 1905 году по проекту Александра Гимпеля. Доходный дом располагался на земле, принадлежавшей Александровской мужской больнице, и средства от сдачи квартир поступали на её содержание[39].
- Дом № 45 — отличается не архитектурой, а материалом, из которого сделан: это одно из немногих деревянных строений, оставшихся на Васильевском острове. Сооружён архитектором А. Лапиным в 1855—1856 гг.; тогда это был жилой купеческий особняк на подвалах и с мезонином, переделанным во второй этаж гражданским инженером А. Г. Петровым в 1898 году[40]. Дом покрыт штукатуркой и со стороны линии кажется каменным; деревянная фактура видна со двора, с Неманского переулка[41]. В 2024 году Фонд капремонта Санкт-Петербурга заказал ремонт фасадов, при котором штукатурка не применялась, а все стены были обшиты досками[42].

### 17-я линия
- Дом № 28 — жилой дом, арх. Крюгер Э. Э., 1910[43].
- Дом № 54 — квартал между Малым проспектом В. О. и Камской улицей занимает комплекс бывшего Чугунолитейного завода купца второй гильдии Н. Г. Петрова, построенный в 1880 году. С 1892 принадлежал гвардейскому поручику П. П. Фон-Дервизу. В 1899-м производство выкупил германский подданный сенатор г. Любека Э. Л. Поссель, предприятие было названо «Подковный и гвоздильный завод Русского акционерного общества заводов Посселя в Санкт-Петербурге». Его продукцию составляли свыше 200 типов подков и подковных гвоздей, винтовые шипы и ковочные инструменты[44]. Предприятие было ликвидировано в 1915 году по указу Императора как принадлежащее «подданному воюющего с Россией государства», всё его имущество перешло казне, а завод переименовали в «Петроградский Военно-подковный завод». В годы Гражданской войны производство остановилось и было восстановлено только в 1923-м[45]. В 1959 году завод был объединён с «Красным металлистом» и переименован в «Ордена Трудового Красного Знамени машиностроительный завод имени И. Е. Котлякова», с 1977 — объединение «Эскалатор» им. И. Е. Котлякова[44][46]. В 2020 году представители городской администрации заявляли, что в сквере у завода будет проведен ремонт и появится новое общественное пространство с фонтаном[47][48]. В ноябре 2020 года депутат Законодательного Собрания Петербурга Алексей Ковалёв обращался к губернатору Беглову с замечаниями по поводу работы КГИОП и явного лоббирования интересов девелоперов: в пример он привёл ситуацию с корпусом № 1 завода Посселя, который был построен до 1917 года, однако в заключении комитета разрешён к сносу[49]. В январе 2022 года владельцем восьми земельных участков на территории бывшего завода стала компания «Отделстрой», в августе того же года была опубликована экспертиза КГИОП, согласно которой корпуса под номерами 6, 10 и 11 признаны не имеющими признаков объекта культурного наследия и разрешены к сносу[50].
- Дом № 70 — доходный дом Смоленского кладбища, построен по проекту архитектора И. И. Яковлева в 1904—1905 гг., последний по 17-й линии, по Камской ул. имеет № 12; один из жильцов — известный беллетрист и критик А. А. Измайлов[14].

### 16-я и 17-я линии
- Смоленский мост.

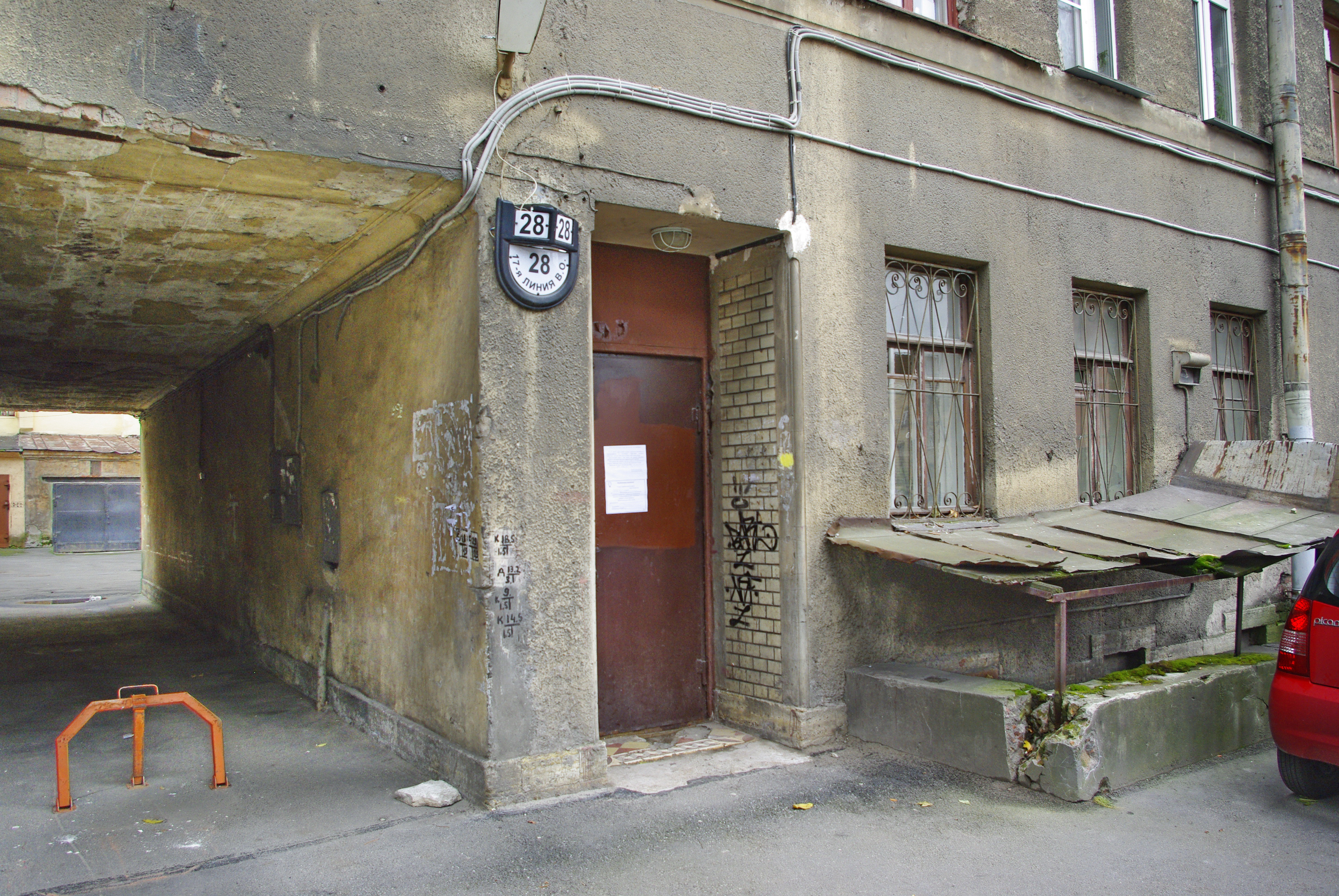
Двор дома №28 по 17-й линии
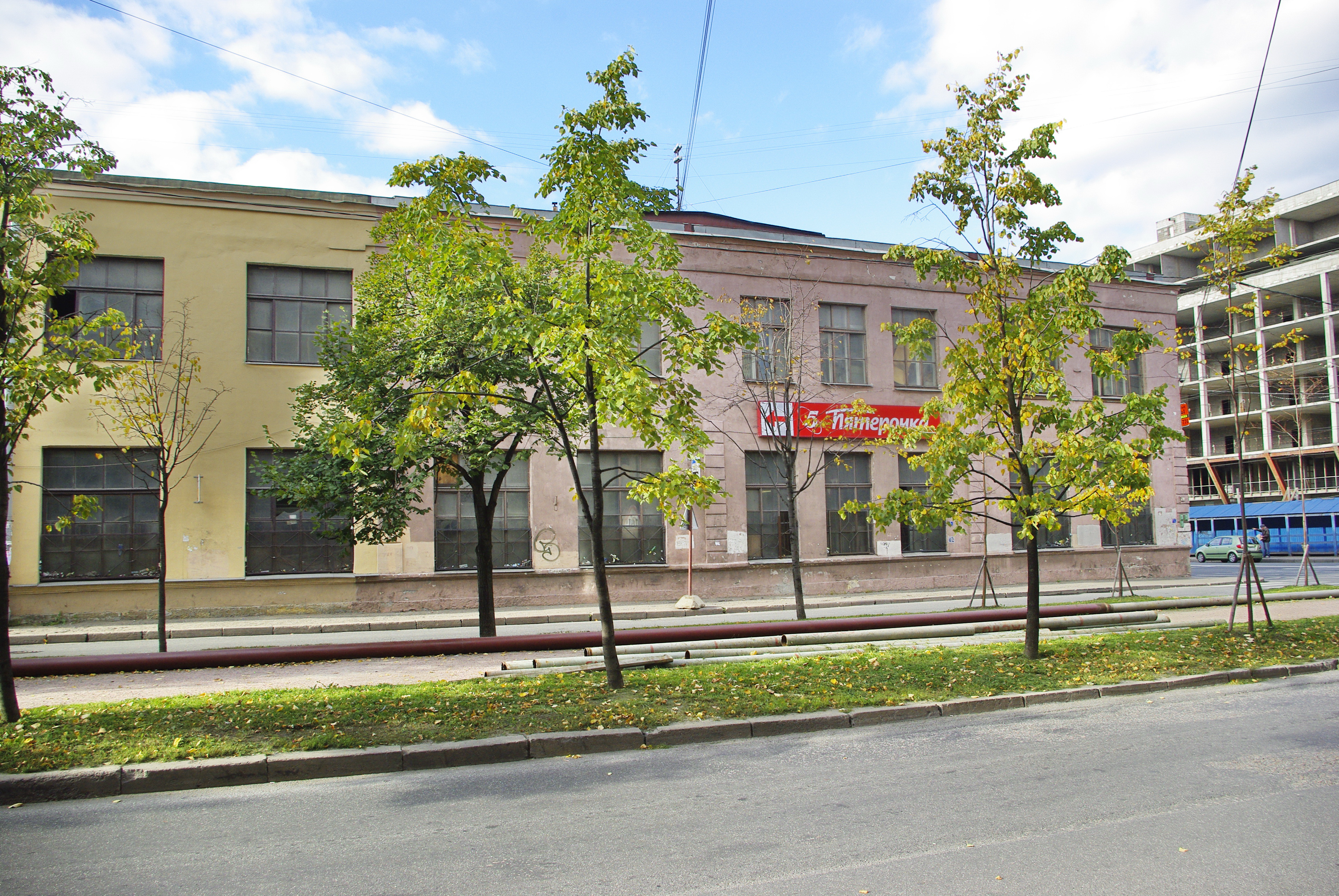
Завод Г. И. Струка, №48 по 17-й линии (снесён[51])
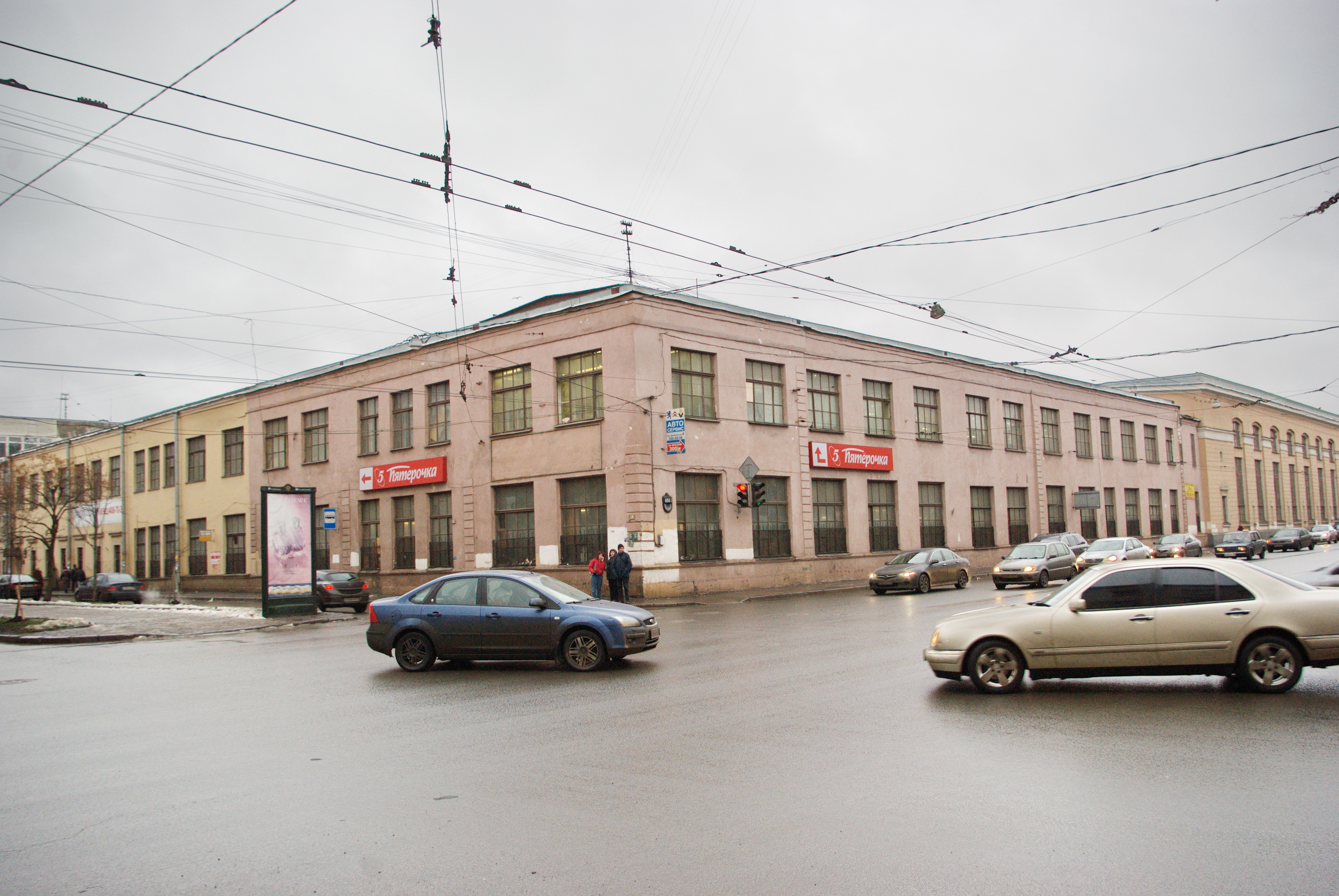
Завод Г. И. Струка, угол Малого пр. и 17-й линии (снесён[51])
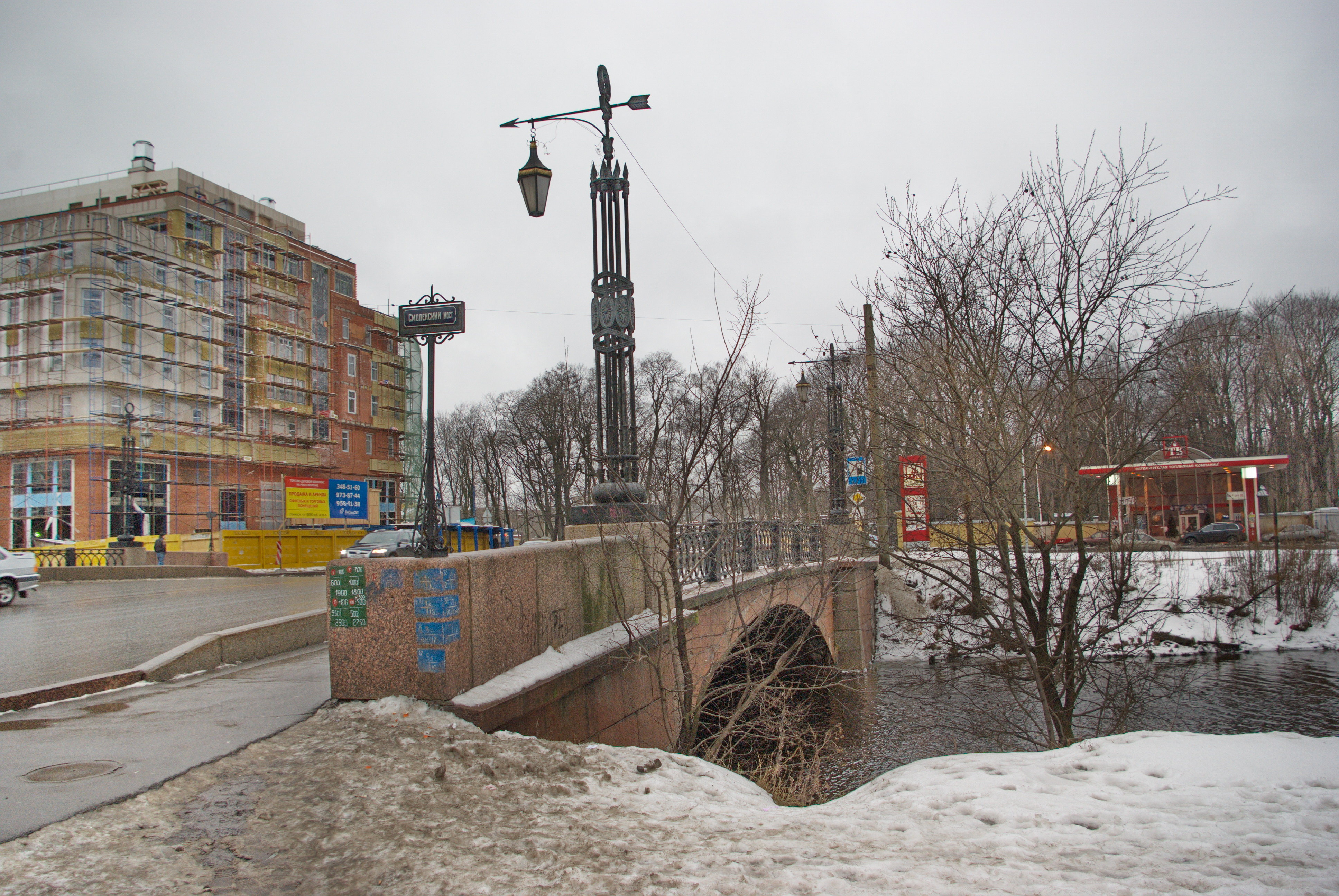
Смоленский мост

## В искусстве
- В. С. Шефнер: «Сестра печали» (повесть, 1968).